# Norvégia világörökségi helyszínei
Norvégia területéről eddig nyolc helyszín került fel a világörökségi listára, öt helyszín a javaslati listán várakozik a felvételre.
| | Urnesi dongatemplom |
| 1979 |                     |
| Kulturális (I)(II)(III) |                     |
| Védett terület: 0,21 ha, hivatkozás: 58 |                     |
| Az urnesi dongatemplom, Norvégia igazolhatóan legrégebbi temploma a viking kor végére datálható. A Sognefjord északi partján egy völgyben álló, a kelta, viking és román kori művészet hagyományait egyesítő templomot a 12. és a 13. században építették. A dongatemplomok kizárólag fából épültek, vázukat hajóárbócra emlékeztető póznák alkotják, tetejüket fazsindelyekkel borították. Norvégia területén mintegy harminc dongatemplom található, ezek közül az urnesi az egyik legszebb. Az épület külső részét 11. századi faragott fonásminták díszítik, amelyek egy korábbi, ugyanezen a helyen álló templomból származnak. Tetőszerkezete meredek, gúlaszerű, bejáratánál előcsarnokkal (narthex) rendelkezik. Belső tere a többi dongatemploméhoz hasonlóan egyszerű, előképe a norvég királyok nagycsarnoka lehetett. A félkör alakú boltívek alakján és az oszlopfők faragott domborművein a román kori építészet és szobrászat stílusjegyei figyelhetők meg. Az épület faragott díszítései mitikus lényeket, sárkányokat, egymásba fonódó állatokat, kígyószerű formákat ábrázolnak. |                     |

| | Bryggen |
| 1979 |         |
| Kulturális (III) |         |
| Védett terület: 1,19 ha, hivatkozás: 59 |         |
| Bryggen a norvégiai Bergen egykori kereskedőnegyede a város fontos szerepére emlékeztet, amelyet a 14. századtól a 16. század közepéig a Hanza-szövetségben töltött be. Jelentőségét a halkereskedelemnek és a tartósításhoz szükséges só kereskedelmének köszönhette és napjainkig Norvégia egyik legfontosabb kikötője. Bryggen gyakorlatilag a város régi rakpartja. Az évszázadok során számos tűzvész pusztított a területen, az utolsó 1955-ben. A világörökségi helyszínhez összesen 62 épület tartozik, ezek azonban nem a középkorból származnak, hanem az 1702-es tűzvész után épültek, felhasználva a hagyományos építési technikákat. A háromszintes fából készült épületek egy-egy udvart fognak körül, a tetőkön kívül a homlokzatokat és az oldalfalakat is zsindely borítja. Ez a település az egyetlen valamikori Hanza-város, amelynek eredeti szerkezete továbbra is része a városképnek, egyben az Észak-Európában fából épült települések egyik jelentős példája. |         |

| | Røros bányaváros |
| 1980, kiterjesztés: 2010 |                  |
| Kulturális (III)(IV)(V) |                  |
| Védett terület: 16 510 ha, puffer zóna: 481 240 ha, hivatkozás: 55 |                  |
| A 17. században alapított Røros városa létét az itt felfedezett rézlelőhelynek köszönheti. A kitermelés 1644 és 1977 között 333 éven keresztül folyt, de a kohósítás már 1953-ban megszűnt. A településen ma egy öntöde és mintegy kétezer emeletes faház áll. A nagyméretű faházak egy-egy udvar köré csoportosulnak. A város középkori megjelenését az épületek sötétre festett rönkfa homlokzatának köszönheti. A város egyetlen kőépülete az 1784-ben befejezett barokk templom. A templomot közrefogják a bányászok lakóépületei, ezek közül egyes házak 250 évesek.A skandináv háború során svéd csapatok 1679-ben lerombolták a várost ezután teljesen újjá kellett építeni. 1990-ben az egyik korábbi olvasztóhutában bányamúzeumot rendeztek be. A helyszínt 2010-ben kiterjesztették így védelem alá kerültek a környező ipari és mezőgazdasági területek, Femundshytta olvasztója és a szállítási útvonal. |                  |

| | Alta sziklarajzai |
| 1985 |                   |
| Kulturális (III) |                   |
| Védett terület: 53,59 ha, hivatkozás: 352 |                   |
| Az Alta régió az északi sarkkörtől északra egy fjord védett végében helyezkedik el, sziklába vésett és festett ábrái a világ legjelentősebb sziklarajzai közé tartoznak. A körülbelül 3000 sziklarajz 7 helyszínen, 45 helyen szétszóródva található és a feltételezések szerint i. e. 4200 és i. e. 500 között készült. A jó állapotban megmaradt rajzokat több centiméter mélyen vésték a sziklába. A képek bemutatják hogyan éltek a nem sokkal az utolsó jégkorszak után megtelepedett emberek. Az ábrázolások kronológiai sorrendje összefügg a tengerszinttel való távolságukkal, a legkorábbiak találhatók a legmagasabban. A legkorábbi és legkésőbbi rajzokat megközelítőleg 26 méter szintkülönbséggel vésték a sziklákba. A vésetek állatokat és embereket jelenítenek meg. Az állatok közül a leggyakoribb a rénszarvas, a jávorszarvas, a medve, a vadlúd és a lazac. Az embereket vadászat, halászat, tánc, és szertartások közben mutatják be, majd később a fokozatos felmelegedés hatására megjelennek a mezőgazdasági tevékenységek ábrázolása is. A közelben folytatott ásatások során olyan településnyomokat tártak fel amelyek kora megegyezik a sziklarajzokéval. |                   |

| | Vegaøyan – A Vega-szigetvilág |
| 2004, kisebb módosítás: 2017 |                               |
| Kulturális (V) |                               |
| Védett terület: 107 294 ha, puffer zóna: 28 952 ha, hivatkozás: 1143 |                               |
| Az északi sarkkörtől kissé délre található Vega-szigetcsoport több kis sziget együttese, amelyek a fősziget, a Vega körül helyezkednek el. Az utolsó jégkorszak után körülbelül tízezer évvel ezelőtt visszahúzódott a jégtakaró és lehetővé vált a halászat, valamint a helyi állatpopuláció vadászata. A világörökségi helyszínhez tartozó több mint ezer négyzetkilométeres területnek a szigetcsoport csak egy töredékét foglalja el. A helyi lakosok 1500 éven keresztül halászatból és a pehelyréce könnyű, a fészkük bélelésére használt pihéinek begyűjtéséből éltek. A szigetek már a kőkorszakban is lakottak voltak, az i. sz. 9. századra a pehelybegyűjtés vált az egyik fő bevételi forrásukká, ami jövedelmük egyharmadát alkotta. A térségben fenntartható gazdaság fejlődött ki, ennek jelei a halászfalvak, a raktárak, a rakpartok, a pehelyházak, a gazdasági területek és a világítótornyok. A pehelyrécék élőhelyét kerítésekkel vették körül, végül háziasították a vadon élő állatokat. Jelenleg halászattal már kevesebben foglalkoznak, de néhányan még őrzik a hagyományokat. Az összegyűjtött lúdpehely napjainkban is a textilipar egyik alapanyaga, ruhabélésként és takarókhoz használják. |                               |

| | Nyugat-norvégiai fjordok – a Geiranger-fjord és a Nærøy-fjord |
| 2005 |                                                               |
| Természeti (VII)(VIII) |                                                               |
| Hivatkozás: 1195 |                                                               |
| A Norvégia déli részén található két fjord a leghosszabb és legmélyebb fjordok közé tartozik, meredek sziklafalaik 1400 méter magasra emelkednek, vizük eléri az 500 méteres mélységet. A délebbre fekvő Nærøy-fjord 100 kilométerre nyúlik be a szárazföldbe és viszonylag lapos tetejű hegyek veszik körül glaciális tavakkal és egy fennsíki gleccserrel. A 60 kilométer hosszú Geiranger-fjord alpesi jellegű hegyek között fekszik, a régióhoz tartozó Torvløysa-hegység 1850 méter magas, altalaja folyamatosan fagyott. Mindkét fjordnak a szárazföld belsejében lévő része a mélyebb, összeköttetésben állnak a nyílt tengerrel, és a jégkorszak végén megemelkedő tengerszint miatt vízzel töltődtek fel. A partvonallal párhuzamosan futnak majd beleolvadnak egy másik fjordrendszerbe. Jellegzetes cikkcakkos formájuk annak köszönhető, hogy törészónákra merőlegesen alakultak ki. Ezeket a cikkcakkokat függővölgyek alkotják, medrük 300-500 méterrel húzódnak a tengerszint alatt. A fjordok 1-2 kilométer szélesek, az oldalukon látható vízeséseket a közeli hegyekből alázúduló folyók vize táplálja. A területre egyaránt jellemző a lombhullató és a tűlevelű erdő, az emberi jelenlétre elhagyott nomád táborhelyek maradványai utalnak. |                                                               |

| | Struve földmérő vonal |
| Észtország, Fehéroroszország, Finnország, Lettország, Litvánia, Moldova, Norvégia, Oroszország, Svédország és Ukrajna közös világörökségi helyszíne. |                       |
| 2005 |                       |
| Kulturális (I)(IV)(VI) |                       |
| Hivatkozás: 1187 |                       |
| A 19. századra a háromszögeléses módszer módszer már elérte azt a fejlettségi szintet, hogy rendszeresen alkalmazták a földméréseknél. Friedrich Georg Wilhelm von Struve német csillagász eldöntötte, hogy ezzel a módszerrel pontosan meghatározza a Föld formáját és nagyságát. A méréseket úgynevezett háromszögelési technikával, mérőpontok által meghatározott háromszöghálózat segítségével végezték. A munkát 1816-ban kezdték el és majdnem negyven évvel később 1855-ben fejezték be. A cél a tartui meridián, a Tartu városán áthaladó hosszúsági kör pontos megmérése volt. A tíz országon (Norvégia, Svédország, Finnország, Oroszország, Észtország, Lettország, Litvánia, Fehéroroszország, Ukrajna, Moldovai Köztársaság) áthaladó földmérő vonal a Jeges-tengertől a Fekete-tengerig húzódik, hossza 2820 kilométer, 258 háromszögből és 265 felsőrendű és 60 alsórendű pontból áll. A telepített mérési pontokból napjainkra 34 maradt meg. |                       |

| | Rjukan és Notodden ipari műemlékei |
| 2015 |                                    |
| Kulturális (II)(IV) |                                    |
| Védett terület: 4 959,5 ha, puffer zóna: 33 967,6 ha, hivatkozás: 1486 |                                    |
| Az ipari műemlékek a vízenergia létrehozását lehetővé tevő hegyek között helyezkednek el az ország délnyugati részén. Az épületkomplexumot a Norsk-Hydro Company alapította műtrágyagyártás céljára, hogy kielégítsék a 20. század elején a nyugati világban robbanásszerűen megnövekedő igényt az agrártermékek és így a mezőgazdasági termelést segítő anyagok iránt. A helyszín az ipari termelés 20. század elején bekövetkező globalizálódásának egyik példája volt, ahol építése során hasznosították a vízenergia termeléséhez szükséges amerikai és európai kutatási és tudományos eredményeket. Rjukan és Notodden városokban az ipari létesítményeket, az itt dolgozók lakhelyeit és közösségi épületeit vasút és vízi útvonal kötötte össze a kikötőkkel ahol az elkészült terméket hajókra rakták. A fejlett szállítási és előállítási technikák lehetővé tették, hogy az itt előállított termékmennyiség világszinten is jelentős legyen. A helyszín részei a gátak, az alagutak, a villamos vezetékek, a csőhálózat, a gyárépületek, ezek melléképületei, a munkások lakónegyedei, és az ezeket összekötő vasútvonalak. Az épületkomplexumok jó állapotban maradtak fenn, és megmaradásukat nem fenyegeti veszély. |                                    |

## Javasolt helyszínek
| Megnevezés                                                                  | Kép | Típus      | Kritérium               | Év   | Link |
| --------------------------------------------------------------------------- | --- | ---------- | ----------------------- | ---- | ---- |
| Viking emlékek: Hyllestad malomkő bányái és Vestfold megye hajótemetkezései |     | Kulturális | III                     | 2011 | 5577 |
| A Spitzbergák                                                               |     | Vegyes     | V, VI, VII, VIII, IX, X | 2007 | 5161 |
| A Jan Mayen-sziget és a Bouvet-sziget                                       |     | Természeti | VIII, IX, X             | 2007 | 5162 |
| A Lapponiai térség, Tysfjord, valamint Hellemobotn és Rago fjordjai         |     | Vegyes     | III, V, VII, VIII, IX   | 2002 | 1750 |
| A Lofoten-szigetek                                                          |     | Vegyes     | III, VIII, IX, X        | 2002 | 1751 |